# Konstantin Nikolajewitsch Batjuschkow

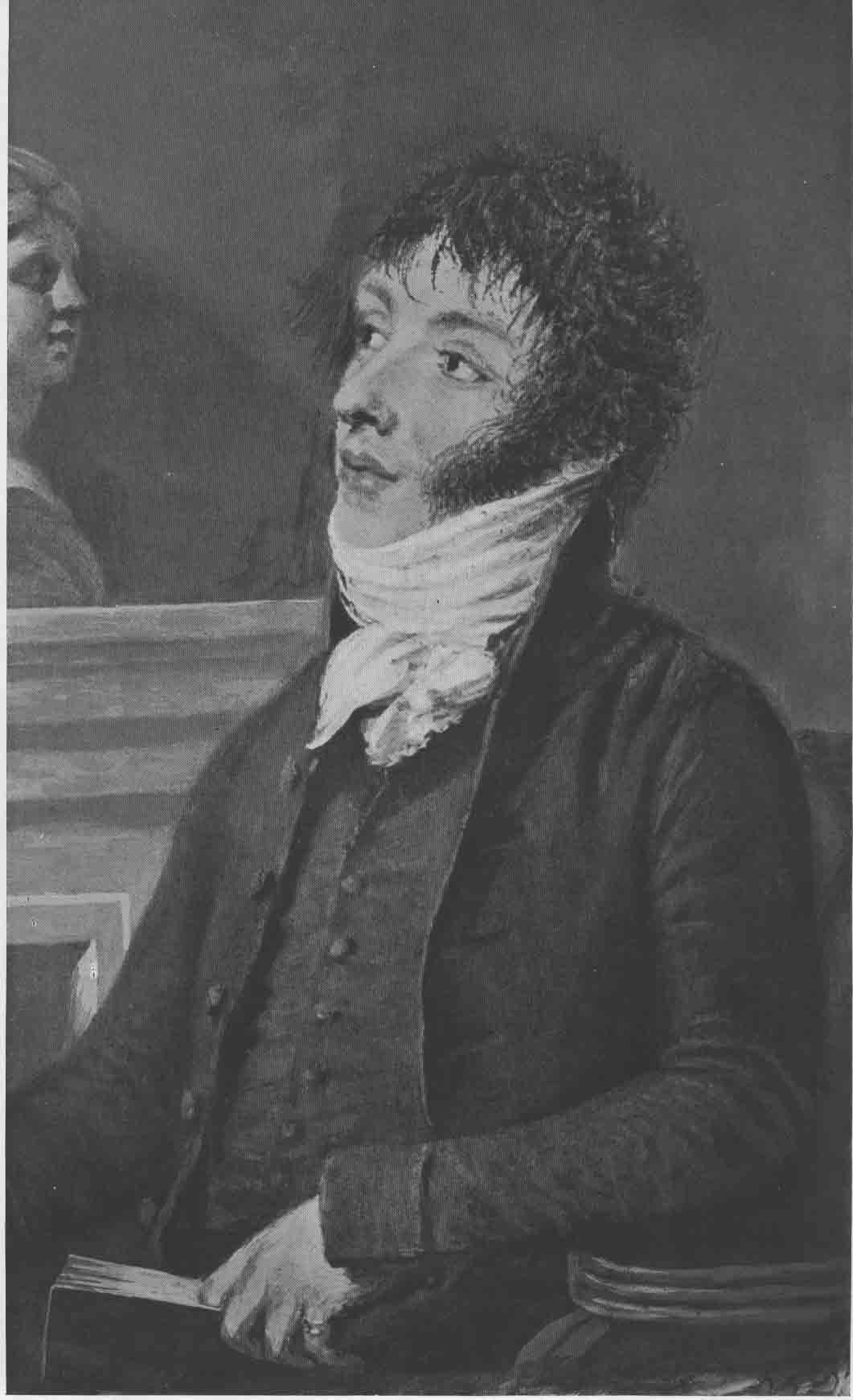
Porträt Konstantin Batjuschkows von Orest Adamowitsch Kiprenski (1815)

Konstantin Nikolajewitsch Batjuschkow (russisch Константин Николаевич Батюшков; * 18. Maijul. / 29. Mai 1787greg. in Wologda; † 7. Julijul. / 19. Juli 1855greg. ebenda) war ein russischer Dichter.

## Leben
Batjuschkow wurde in Sankt Petersburg erzogen. Er lernte Latein und Deutsch und trat beim Ausbruch des Kriegs von 1806 in die Petersburger Schützenabteilung ein. In der Schlacht bei Heilsberg wurde er verwundet. Nach seiner Genesung kämpfte er bis 1809 unter den Gardejägern in Finnland und machte als Stabskapitän und Adjutant des Generals Nikolai Rajewski auch die Feldzüge von 1812 bis 1814 bis zur Einnahme von Paris mit.
Im Jahre 1818 wurde er zum Attaché der russischen Gesandtschaft in Neapel ernannt. Dort verfiel er aber bald in eine Gemütskrankheit, gegen die auch eine Kur in den böhmischen Bädern nicht half. 1822 kehrte Batjuschkow nach Russland zurück. Als sich im folgenden Jahr Spuren wirklichen Irrsinns zeigten, wurde er von seinen Verwandten nach Wologda gebracht, wo er noch 32 Jahre in völliger Geistesabwesenheit zubrachte.
Batjuschkow, der sich an Petrarca und Tasso herangebildet hatte, ist hinsichtlich der Sprachentwicklung den besten russischen Schriftstellern beizuzählen; er führte die altklassischen Formen ins Russische ein, übersetzte Tibull, Petrarca, Tasso, Matthisson etc. und verlieh der russischen Sprache einen bis dahin ungeahnten Wohlklang. Seine eigenen Gedichte (gesammelt in Petersburg 1850) bestehen in Elegien, Episteln, Erzählungen und Liedern; eine der schönsten Elegien ist die auf den Tod Tassos, worin er prophetisch sein eigenes Schicksal besingt. Übrigens umfasste die ganze literarische Tätigkeit des Dichters nur einen Zeitraum von zehn Jahren (1810–20).